# Барбу Рабий
Ба́рбу Ра́бий (рум. Barbu Rabii, настоящее имя — Бо́рух-То́биас Хи́лелович Рабино́вич; 14 июля 1922, Галац — ?) — молдавский советский литературный критик, писатель

-сатирик

, переводчик.

## Биография
Окончил Кишинёвский педагогический институт имени Иона Крянгэ (1948). Публиковался в молдавской прессе с 1945 года. Был многолетним сотрудником сатирического журнала «Кипэруш» (перчик).
Автор монографии о творчестве поэта Ливиу Деляну (1971), сборников литературной критики, сатирической поэзии и афоризмов, многочисленных переводов с русского и других языков на молдавский. Среди прочего перевёл школьные учебники по истории, монографии по искусству, украинские народные сказки (1957), сборник рассказов азербайджанских писателей (1965), рассказы болгарских писателей (1963), романы «Худой Мемед» Яшара Кемаля (1962), «Лучший из миров» Марии Майеровой (1963), «Тайны Алханая» Ж. Б. Балданжабона (1964), «Алые бутоны» Энвара Мамедханлы (1965), «Ранние метели: повесть о Тургеневе» Ю. А. Гаецкого (1966), «Живые и мёртвые» (1967) и «Солдатами не рождаются» (1970) Константина Симонова, «Женщина в песках» Кобо Абэ (1969), «Маленькая железная дверь в стене» Валентина Катаева (1970), «Свидание с Нефертити» Владимира Тендрякова (1971), «Шесть колонн» Н. С. Тихонова (1972), «Крестоносцы» Генрика Сенкевича (1974), «Сын народа: жизнь А. Грамши» А. С. Голембы (1976), «Гобсек» Бальзака (1977), «Псоглавые» Алоиса Йирасека (1977), «Глоток Солнца. Записки программиста Марта Снегова» Е. С. Велистова (1978), «Мёртвые остаются молодыми» Анны Зегерс (1980), «Детство» и «Юность» Льва Толстого (1978), повести Елены Ильиной (1967), полные собрания сочинений К. С. Станиславского (1962) и Виссариона Белинского (1976), рассказы С. В. Сартакова (1972), «Красный цветок» В. М. Гаршина (1966), «Клинок без ржавчины» Константина Лордкипанидзе (1965), «Малостранские повести» Яна Неруды (1979), публицистику Максима Горького (1972), — все вышедшие отдельными изданиями. Афоризмы и миниатюры Барбу Рабия публиковались на шестнадцатой полосе «Литературной газеты».

## Книги
- Literatura şi viaţa: încercări critice. Кишинёв: Картя молдовеняскэ, 1962.
- Литература и жизнь (сборник критических статей). Кишинёв: Картя молдовеняскэ, 1962.
- Jurnal critic (литературная критика). Кишинёв: Картя молдовеняскэ, 1967.
- Короткое замыкание. Кишинёв: Картя молдовеняскэ, 1968.
- Scurt circuit: mini-fabule (короткое замыкание). Картя молдовеняскэ, 1968.
- Freamătul de-a pururi viu (монография о поэзии Ливиу Деляну). Кишинёв: Лумина, 1971.
- Когда уходят Амазонки (коллективный сборник авторов журнала «Кипэруш»). Кишинёв: Издательство ЦК КП Молдавии, 1971.